# Rients Feikes de Boer
Rients Feikes de Boer (Wolsum, 17 april 1869 - Amsterdam, 20 juli 1951) was een Nederlands boer en politicus.

## Leven en werk
De Boer was een Groningse landbouwer, die in 1922 als tweede vertegenwoordiger namens de Plattelandersbond in de Tweede Kamer der Staten-Generaal kwam. Had meer stijl dan zijn nogal onbehouwen fractiegenoot Braat en kwam daardoor met hem in conflict. Hij trad bij de verkiezingen van 1925 dan ook met een eigen lijst op.
Hij was de vader van de voormalige Amsterdamse burgemeester Feike de Boer.